# ITF Women’s Circuit 2016 (Juli–September)
In den folgenden Tabellen werden die Tennisturniere des dritten Quartals des ITF Women’s Circuit 2016 dargestellt.

## Turnierplan
| Kategorien |
| ---------- |
| $100.000   |
| $75.000    |
| $50.000    |
| $25.000    |
| $10.000    |

### Juli
| Datum 1 | Turnierort                                                         | Siegerin Einzel                                                                | Siegerinnen Doppel                                                             |
| ------- | ------------------------------------------------------------------ | ------------------------------------------------------------------------------ | ------------------------------------------------------------------------------ |
| 04.07.  | Contrexéville Lorraine Open 88 2016                                | Pauline Parmentier                                                             | Cindy Burger Laura Pous Tió                                                    |
| 04.07.  | Budapest Europe Tennis Center Ladies Open 2016                     | Eliza Kostowa                                                                  | Ema Burgić Bucko Georgina García Pérez                                         |
| 04.07.  | Versmold Reinert Open 2016                                         | Antonia Lottner                                                                | Natela Dsalamidse Walerija Strachowa                                           |
| 04.07.  | Yuxi                                                               | Han Na-lae                                                                     | Jiang Xinyu Tang Qianhui                                                       |
| 04.07.  | Turin                                                              | Dalila Jakupović                                                               | Lina Gjorcheska Dalila Jakupović                                               |
| 04.07.  | Brüssel                                                            | Ellen Perez                                                                    | Carolina Meligeni Alves Ellen Perez                                            |
| 04.07.  | Scharm El-Scheich                                                  | Eleni Kordolaimi                                                               | Eleni Kordolaimi Kateryna Sliusar                                              |
| 04.07.  | Gimcheon                                                           | Wang Yan                                                                       | Katherine Ip Jessy Rompies                                                     |
| 04.07.  | Amstelveen                                                         | Bibiane Weijers                                                                | Frances Altick Astra Sharma                                                    |
| 04.07.  | Lissabon                                                           | María José Luque Moreno                                                        | Emma Laine Samantha Murray                                                     |
| 04.07.  | Iași                                                               | Alexandra Perper                                                               | Elena-Teodora Cadar Giorgia Marchetti                                          |
| 04.07.  | Niš                                                                | Viktória Kužmová                                                               | Amina Anschba Angelina Gabujewa                                                |
| 04.07.  | Getxo                                                              | Jessika Ponchet                                                                | Olexandra Koraschwili Ioana Loredana Roșca                                     |
| 04.07.  | Buca (Izmir)                                                       | Ana Veselinović                                                                | Vlada Ekshibarova Ana Veselinović                                              |
| 11.07.  | Olmütz ITS Cup 2016                                                | Jelisaweta Kulitschkowa                                                        | Ema Burgić Bucko Jasmina Tinjić                                                |
| 11.07.  | Bursa Bursa Cup 2016                                               | Wettbewerb wurde aufgrund eines Putschversuchs in der Türkei vorzeitig beendet | Wettbewerb wurde aufgrund eines Putschversuchs in der Türkei vorzeitig beendet |
| 11.07.  | Stockton (Kalifornien) Stockton Challenger 2016                    | Alison Van Uytvanck                                                            | Kristýna Plíšková Alison Van Uytvanck                                          |
| 11.07.  | Winnipeg                                                           | Francesca Di Lorenzo                                                           | Francesca Di Lorenzo Ronit Yurovsky                                            |
| 11.07.  | Qujing                                                             | Nigina Abduraimova                                                             | Akiko Omae Peangtarn Plipuech                                                  |
| 11.07.  | Aschaffenburg Schönbusch Open 2016                                 | Anna Kalinskaja                                                                | Nicola Geuer Anna Zaja                                                         |
| 11.07.  | Imola                                                              | Weronika Kudermetowa                                                           | Eleni Daniilidou Lisa Sabino                                                   |
| 11.07.  | Knokke                                                             | Eva Guerrero Álvarez                                                           | Frances Altick Astra Sharma                                                    |
| 11.07.  | Scharm El-Scheich                                                  | Jacqueline Cabaj Awad                                                          | Jacqueline Cabaj Awad Ana Veselinović                                          |
| 11.07.  | Hongkong                                                           | Mizuno Kijima                                                                  | Eudice Chong Katherine Ip                                                      |
| 11.07.  | Gimcheon                                                           | Wang Yan                                                                       | Jessy Rompies Ayano Shimizu                                                    |
| 11.07.  | Prokuplje                                                          | Sara Cakarevic                                                                 | Veronica Miroshnichenko Walerija Selewa                                        |
| 18.07.  | Sacramento FSP Gold River Women’s Challenger 2016                  | Sofia Kenin                                                                    | Ashley Weinhold Caitlin Whoriskey                                              |
| 18.07.  | Darmstadt Tennis International 2016                                | Tamara Korpatsch                                                               | Valentini Grammatikopoulou Anna Kalinskaja                                     |
| 18.07.  | Bad Waltersdorf                                                    | Kathinka von Deichmann                                                         | Nina Potočnik Polona Reberšak                                                  |
| 18.07.  | Scharm El-Scheich                                                  | Brenda Njuki                                                                   | Karin Kennel Victoria Muntean                                                  |
| 18.07.  | Tampere                                                            | Piia Suomalainen                                                               | Emma Laine Julia Wachaczyk                                                     |
| 18.07.  | Saint-Gervais-les-Bains                                            | Chiara Scholl                                                                  | Abbie Myers Ellen Perez                                                        |
| 18.07.  | Hongkong                                                           | Ayano Shimizu                                                                  | Nagi Hanatani Alana Parnaby                                                    |
| 18.07.  | Schio                                                              | Walerija Strachowa                                                             | Bárbara Gatica María Fernanda Herazo                                           |
| 18.07.  | Astana                                                             | Wera Lapko                                                                     | Anastassija Frolowa Angelina Gabujewa                                          |
| 18.07.  | Târgu Jiu                                                          | Jaqueline Cristian                                                             | Andreea Roșca Gabriela Nicole Tătăruș                                          |
| 18.07.  | Prokuplje                                                          | Katarina Jokić                                                                 | Tamara Čurović Barbara Kötelesová                                              |
| 18.07.  | Don Benito                                                         | Lisa Sabino                                                                    | Chayenne Ewijk Rosalie van der Hoek                                            |
| 18.07.  | Evansville (Indiana)                                               | Kennedy Shaffer                                                                | Sophie Chang Alexandra Mueller                                                 |
| 25.07.  | Prag Advantage Cars Prague Open 2016/Damen                         | Antonia Lottner                                                                | Demi Schuurs Renata Voráčová                                                   |
| 25.07.  | Wuhan ITF Women’s Circuit Wuhan 2016                               | Wang Qiang                                                                     | Shuko Aoyama Makoto Ninomiya                                                   |
| 25.07.  | Lexington (Kentucky) Kentucky Bank Tennis Championships 2016/Damen | Michaëlla Krajicek                                                             | Hiroko Kuwata Zhu Lin                                                          |
| 25.07.  | Campos do Jordão                                                   | Daniela Seguel                                                                 | Ingrid Gamarra Martins Laura Pigossi                                           |
| 25.07.  | Horb am Neckar BMW AHG Cup 2016                                    | Tamara Korpatsch                                                               | Richèl Hogenkamp Lesley Kerkhove                                               |
| 25.07.  | Astana                                                             | Alona Sotnykowa                                                                | Natela Dsalamidse Weronika Kudermetowa                                         |
| 25.07.  | Maaseik                                                            | Déborah Kerfs                                                                  | Sally Peers Ellen Perez                                                        |
| 25.07.  | Scharm El-Scheich                                                  | Dhruthi Tatachar Venugopal                                                     | Eleni Kordolaimi Shweta Chandra Rana                                           |
| 25.07.  | Pärnu                                                              | Anastasia Zarycká                                                              | Emily Arbuthnott Anastasia Zarycká                                             |
| 25.07.  | Savitaipale                                                        | Julia Wachaczyk                                                                | Ksenija Bekker Georgia Brescia                                                 |
| 25.07.  | Târgu Jiu                                                          | Julieta Lara Estable                                                           | Alexandra Perper Anastasia Vdovenco                                            |
| 25.07.  | Palić                                                              | Ágnes Bukta                                                                    | Barbara Bonić Dia Ewtimowa                                                     |
| 25.07.  | El Espinar                                                         | Jessika Ponchet                                                                | Charlotte Römer Sarah-Rebecca Sekulic                                          |
| 25.07.  | Austin (Texas)                                                     | Marcela Zacarías                                                               | Lorraine Guillermo Catherine Harrison                                          |

### August
| Datum 1 | Turnierort                                                       | Siegerin Einzel         | Siegerinnen Doppel                            |
| ------- | ---------------------------------------------------------------- | ----------------------- | --------------------------------------------- |
| 01.08.  | Granby (Québec) Challenger Banque Nationale de Granby 2016/Damen | Jennifer Brady          | Jamie Loeb An-Sophie Mestach                  |
| 01.08.  | Pilsen                                                           | Natalja Wichljanzewa    | Katarzyna Kawa Cornelia Lister                |
| 01.08.  | Bad Saulgau Knoll Open 2016                                      | Tamara Korpatsch        | Irina Maria Bara Olexandra Koraschwili        |
| 01.08.  | Nonthaburi                                                       | Akiko Omae              | Olga Doroschina Jana Sisikowa                 |
| 01.08.  | Fort Worth                                                       | Caitlin Whoriskey       | Hsu Chieh-yu Chanel Simmonds                  |
| 01.08.  | Wien                                                             | Mira Antonitsch         | Vivian Heisen Janina Toljan                   |
| 01.08.  | Rebecq                                                           | Hélène Scholsen         | Emily Arbuthnott Katharina Hobgarski          |
| 01.08.  | Winkovci                                                         | Tessah Andrianjafitrimo | Bianka Békefi Szabina Szlavikovics            |
| 01.08.  | Scharm El-Scheich                                                | Kateryna Sliusar        | Jawairiah Noordin Theiviya Selvarajoo         |
| 01.08.  | Tarvisio                                                         | Manca Pislak            | Chiara Quattrone Ludmilla Samsonova           |
| 01.08.  | Târgu Jiu                                                        | Jaqueline Cristian      | Jaqueline Cristian Despina Papamichail        |
| 01.08.  | Valladolid                                                       | Eva Guerrero Álvarez    | Ángela Fita Boluda Isabelle Wallace           |
| 08.08.  | Koksijde                                                         | Richèl Hogenkamp        | Steffi Distelmans Demi Schuurs                |
| 08.08.  | Gatineau                                                         | Bianca Andreescu        | Bianca Andreescu Charlotte Robillard-Millette |
| 08.08.  | Naiman-Banner                                                    | Han Xinyun              | Tang Haochen Zhang Yukun                      |
| 08.08.  | Hechingen Hechingen Ladies Open 2016                             | Dalila Jakupović        | Nicole Geuer Anna Zaja                        |
| 08.08.  | Landisville                                                      | Laura Robson            | Freya Christie Laura Robson                   |
| 08.08.  | Scharm El-Scheich                                                | Ioana Pietroiu          | Ana Veselinović Sharrmadaa Baluu              |
| 08.08.  | Aprilia (Latium)                                                 | Marija Marfutina        | Giorgia Marchetti Angelica Moratelli          |
| 08.08.  | Arad (Rumänien)                                                  | Chantal Škamlová        | Ayla Aksu Chantal Škamlová                    |
| 08.08.  | Moskau                                                           | Wiktorija Kamenskaja    | Amina Anschba Angelina Gabujewa               |
| 08.08.  | Las Palmas de Gran Canaria                                       | Samantha Harris         | Yvonne Cavallé Reimers Charlotte Römer        |
| 15.08.  | Westende                                                         | Anna Blinkowa           | Elyne Boeykens Valentini Grammatikopoulou     |
| 15.08.  | Leipzig Leipzig Open 2016                                        | Olessja Perwuschina     | Nicola Geuer Anna Klasen                      |
| 15.08.  | Graz                                                             | Kateřina Vaňková        | Sabina Machalová Veronika Vlkovská            |
| 15.08.  | Medellin                                                         | Harmony Tan             | Fernanda Brito Camila Giangreco Campiz        |
| 15.08.  | Scharm El-Scheich                                                | Berfu Cengiz            | Despina Papamichail Ana Veselinović           |
| 15.08.  | Sezze                                                            | Marija Marfutina        | Estelle Cascino Kyra Shroff                   |
| 15.08.  | Oldenzaal                                                        | Georgia Brescia         | Déborah Kerfs Chiara Scholl                   |
| 15.08.  | Galați                                                           | Giulia Gatto-Monticone  | Oana Georgeta Simion Gabriela Talabă          |
| 15.08.  | Moskau                                                           | Anastassija Komardina   | Anastassija Frolowa Margarita Lasarewa        |
| 15.08.  | Slovenská Ľupča                                                  | Lenka Juríková          | Petra Krejsová Chantal Škamlová               |
| 15.08.  | Las Palmas de Gran Canaria                                       | Andrea Gámiz            | Jacqueline Cabaj Awad Marine Partaud          |
| 15.08.  | Charkiw                                                          | Ilona Kremen            | Weronika Kapschaj Anastasija Schoschyna       |
| 22.08.  | Bük                                                              | Georgina García Pérez   | Georgina García Pérez Fanny Stollár           |
| 22.08.  | Bagnatica                                                        | Martina Trevisan        | Alice Matteucci Camilla Rosatello             |
| 22.08.  | Tsukuba (Ibaraki)                                                | Peangtarn Plipuech      | Lu Jiajing Akiko Omae                         |
| 22.08.  | Charkiw                                                          | Anna Kalinskaja         | Walentina Iwachnenko Anastassija Komardina    |
| 22.08.  | Pörtschach am Wörthersee                                         | Lenka Juríková          | Natasha Bredl Caroline Ilowska                |
| 22.08.  | Wanfercée-Baulet                                                 | Kimberley Zimmermann    | Manon Arcangioli Magali Kempen                |
| 22.08.  | Cali                                                             | Sofja Schuk             | Fernanda Brito Camila Giangreco Campiz        |
| 22.08.  | Čakovec                                                          | Magdaléna Pantůčková    | Sara Palčič Nina Potočnik                     |
| 22.08.  | Scharm El-Scheich                                                | Tereza Mihalíková       | Sharrmadaa Baluu Dhruthi Tatachar Venugopal   |
| 22.08.  | Nürnberg                                                         | Katharina Hobgarski     | Dasha Ivanova Petra Krejsová                  |
| 22.08.  | Rotterdam                                                        | Chiara Scholl           | Karen Barritza Chiara Scholl                  |
| 22.08.  | Bukarest                                                         | Anastasia Vdovenco      | Andreea Roșca Gabriela Nicole Tătăruș         |
| 22.08.  | Caslano                                                          | Georgia Brescia         | Giada Clerici Giorgia Marchetti               |
| 29.08.  | Guiyang                                                          | Sabina Sharipova        | Jocelyn Rae Anna Smith                        |
| 29.08.  | Noto                                                             | Shiho Akita             | Rika Fujiwara Ayaka Okuno                     |
| 29.08.  | Almaty                                                           | Wiktorija Kamenskaja    | Walentina Iwachnenko Anastassija Komardina    |
| 29.08.  | Mamaia                                                           | Jessica Pieri           | Vivien Juhászová Kateřina Kramperová          |
| 29.08.  | Barcelona                                                        | Océane Dodin            | Andrea Gámiz Georgina García Pérez            |
| 29.08.  | St. Pölten                                                       | Lenka Juríková          | Justyna Jegiołka Vanda Lukács                 |
| 29.08.  | Prag                                                             | Petra Krejsová          | Laura-Ioana Andrei Sarah-Rebecca Sekulic      |
| 29.08.  | Scharm El-Scheich                                                | Tereza Mihalíková       | Ana Bianca Mihăilă Sandra Samir               |
| 29.08.  | Batumi                                                           | Mariam Bolkwadse        | Alona Fomina Margarita Lasarewa               |
| 29.08.  | Trieste                                                          | Claudia Giovine         | Giorgia Marchetti Maria Masini                |
| 29.08.  | Yeangwol                                                         | Hong Seung-yeon         | Jung So-hee Park Sang-hee                     |
| 29.08.  | Schoonhoven                                                      | Chiara Scholl           | Déborah Kerfs Chiara Scholl                   |
| 29.08.  | Vrnjačka Banja                                                   | Sofya Golubovskaya      | Tamara Čurović Sandra Jamrichová              |
| 29.08.  | Sion                                                             | Lucia Bronzetti         | Emily Arbuthnott Karin Kennel                 |

### September
| Datum 1 | Turnierort                                            | Siegerin Einzel           | Siegerinnen Doppel                                |
| ------- | ----------------------------------------------------- | ------------------------- | ------------------------------------------------- |
| 05.09.  | Budapest Sport11 Ladies Open 2016                     | Irina Chromatschowa       | Cindy Burger Arantxa Rus                          |
| 05.09.  | Sofia                                                 | Wiktorija Kamenskaja      | Valentini Grammatikopoulou Quirine Lemoine        |
| 05.09.  | Telawi                                                | Weronika Kudermetowa      | Natela Dsalamidse Weronika Kudermetowa            |
| 05.09.  | Engis                                                 | Chiara Scholl             | Déborah Kerfs Chiara Scholl                       |
| 05.09.  | Prag                                                  | Magdaléna Pantůčková      | Petra Januskova Angelina Schurawljowa             |
| 05.09.  | Scharm El-Scheich                                     | Britt Geukens             | Sharrmadaa Baluu Dhruthi Tatachar Venugopal       |
| 05.09.  | Kyōto                                                 | Miki Miyamura             | Rika Fujiwara Miki Miyamura                       |
| 05.09.  | Yeongwol                                              | Kim Na-ri                 | Kim Na-ri Yu Min-hwa                              |
| 05.09.  | Alphen aan den Rijn                                   | Chayenne Ewijk            | Nina Kruijer Suzan Lamens                         |
| 05.09.  | Ponta Delgada                                         | Alba Carrillo Marín       | Inês Murta Ioana Loredana Roșca                   |
| 05.09.  | Hammamet                                              | Fanny Östlund             | Fiona Codino Mathilde Devits                      |
| 05.09.  | Butscha                                               | Marija Korytzewa          | Ilona Kremen Hanna Posnichirenko                  |
| 12.09.  | Biarritz Engie Open de Biarritz Pays Basque 2016      | Rebecca Šramková          | Irina Chromatschowa Maryna Zanevska               |
| 12.09.  | Zhuhai $50,000 Zhuhai 2016                            | Wolha Hawarzowa           | Ankita Raina Emily Webley-Smith                   |
| 12.09.  | Atlanta One Love Tennis Open 2016                     | Elise Mertens             | Ingrid Neel Luisa Stefani                         |
| 12.09.  | Dobritsch                                             | Kathinka von Deichmann    | Lina Gjorcheska Isabella Schinikowa               |
| 12.09.  | Hódmezővásárhely                                      | Irina Maria Bara          | Conny Perrin Chantal Škamlová                     |
| 12.09.  | Butscha                                               | Anastassija Komardina     | Walentina Iwachnenko Anastassija Komardina        |
| 12.09.  | Lubbock (Texas)                                       | Viktória Kužmová          | Emina Bektas Catherine Harrison                   |
| 12.09.  | Říčany                                                | Katharina Gerlach         | Nikola Novotná Nikola Tomanová                    |
| 12.09.  | Scharm El-Scheich                                     | Ana Bianca Mihăilă        | Elena-Teodora Cadar Britt Geukens                 |
| 12.09.  | Aschkelon                                             | Jennifer Zerbone          | Vlada Ekshibarova Madeleine Kobelt                |
| 12.09.  | Pula (Sardinien)                                      | Alice Balducci            | Alessia Dario Sara Marcionni                      |
| 12.09.  | Pétange                                               | Elixane Lechemia          | Chayenne Ewijk Rosalie van der Hoek               |
| 12.09.  | Ponta Delgada                                         | Inês Murta                | Katharina Hering Andrea Ka                        |
| 12.09.  | Madrid                                                | Nuria Párrizas Díaz       | Arabela Fernández Rabener María Martínez Martínez |
| 12.09.  | Hammamet                                              | Swjatlana Piraschenka     | Kassandra Davesne Barbara Kötelesová              |
| 19.09.  | Sankt Petersburg Neva Cup 2016                        | Natalja Wichljanzewa      | Marija Marfutina Anna Morgina                     |
| 19.09.  | Albuquerque Coleman Vision Tennis Championships 2016  | Mandy Minella             | Michaëlla Krajicek Maria Sanchez                  |
| 19.09.  | Saint-Malo L’Open Emeraude Solaire de Saint-Malo 2016 | Maryna Zanevska           | Lina Gjorcheska Diāna Marcinkēviča                |
| 19.09.  | Tweed Heads                                           | Lizette Cabrera           | Monique Adamczak Olivia Rogowska                  |
| 19.09.  | Podgorica                                             | Quirine Lemoine           | Anita Husarić Quirine Lemoine                     |
| 19.09.  | Hua Hin                                               | Gao Xinyu                 | Laura Pigossi Jana Sisikowa                       |
| 19.09.  | Brünn                                                 | Miriam Kolodziejová       | Aneta Kladivová Aneta Laboutková                  |
| 19.09.  | Scharm El-Scheich                                     | Riya Bhatia               | Elena-Teodora Cadar Guadalupe Pérez Rojas         |
| 19.09.  | Nottingham                                            | Margot Yerolymos          | Sarah Beth Grey Olivia Nicholls                   |
| 19.09.  | Kirjat Gat                                            | Melis Sezer               | Jekaterina Kasionowa Madeleine Kobelt             |
| 19.09.  | Pula                                                  | Ylena In-Albon            | Tatiana Pieri Lucrezia Stefanini                  |
| 19.09.  | Schymkent                                             | Kamila Kerimbajewa        | Janina Darischina Darja Lodikowa                  |
| 19.09.  | Madrid                                                | Nuria Párrizas Díaz       | Arabela Fernández Rabener Charlotte Römer         |
| 19.09.  | Hammamet                                              | Katharina Hobgarski       | Catherine Chantraine Swjatlana Piraschenka        |
| 26.09.  | Las Vegas Red Rock Pro Open 2016                      | Alison Van Uytvanck       | Michaëlla Krajicek Maria Sanchez                  |
| 26.09.  | Brisbane                                              | Lizette Cabrera           | Naiktha Bains Abigail Tere-Apisah                 |
| 26.09.  | Clermont-Ferrand                                      | Richèl Hogenkamp          | Georgina García Pérez Olga Sáez Larra             |
| 26.09.  | Iizuka                                                | Chang Kai-chen            | Kanae Hisami Kotomi Takahata                      |
| 26.09.  | Hua Hin                                               | Arantxa Rus               | Katarzyna Kawa Laura Pigossi                      |
| 26.09.  | Stillwater (Oklahoma)                                 | Danielle Collins          | Emina Bektas Ronit Yurovsky                       |
| 26.09.  | Sosopol                                               | Dejana Radanović          | Petja Arschinkowa Dejana Radanović                |
| 26.09.  | Scharm El-Scheich                                     | Anna Morgina              | Ola Abou Zekry Zeel Desai                         |
| 26.09.  | Roehampton                                            | Victoria Larrière         | Emma Hurst Laura Sainsbury                        |
| 26.09.  | Tiberias                                              | Melis Sezer               | Vlada Ekshibarova Melis Sezer                     |
| 26.09.  | Pula                                                  | Claudia Giovine           | Petra Krejsová Dalila Spiteri                     |
| 26.09.  | Schymkent                                             | Uljana Aisatulina         | Uljana Aisatulina Margarita Lasarewa              |
| 26.09.  | Chișinău                                              | Ilona Georgiana Ghioroaie | Maryna Kolb Nadija Kolb                           |
| 26.09.  | Melilla                                               | Harmony Tan               | Mariana Dražić Panna Udvardy                      |
| 26.09.  | Hammamet                                              | Katharina Hobgarski       | Carolina Meligeni Alves Karin Kennel              |
| 26.09.  | Charleston (South Carolina)                           | Nicole Coopersmith        | Andie Daniell Erin Routliffe                      |